# Naregal
Naregal è una suddivisione dell'India, classificata come town panchayat, di 16.652 abitanti, situata nel distretto di Gadag, nello stato federato del Karnataka. In base al numero di abitanti la città rientra nella classe IV (da 10.000 a 19.999 persone).

## Geografia fisica
La città è situata a 15° 34' 60 N e 75° 49' 0 E e ha un'altitudine di 627 m s.l.m..

## Società

### Evoluzione demografica
Al censimento del 2001 la popolazione di Naregal assommava a 16.652 persone, delle quali 8.422 maschi e 8.230 femmine. I bambini di età inferiore o uguale ai sei anni assommavano a 2.142, dei quali 1.105 maschi e 1.037 femmine. Infine, coloro che erano in grado di saper almeno leggere e scrivere erano 10.118, dei quali 6.118 maschi e 4.000 femmine.